# Arroyo de los Talitas
Der Arroyo de los Talitas ist ein Fluss in Uruguay.
Er entspringt im Norden des Departamento Salto östlich von Guaviyú del Arapey und südlich von Pueblo Ruso. Von dort verläuft er in südliche Richtung und mündet flussabwärts von Picada del Bote als rechtsseitiger Nebenfluss in den Río Arapey.